# Mila Kunis

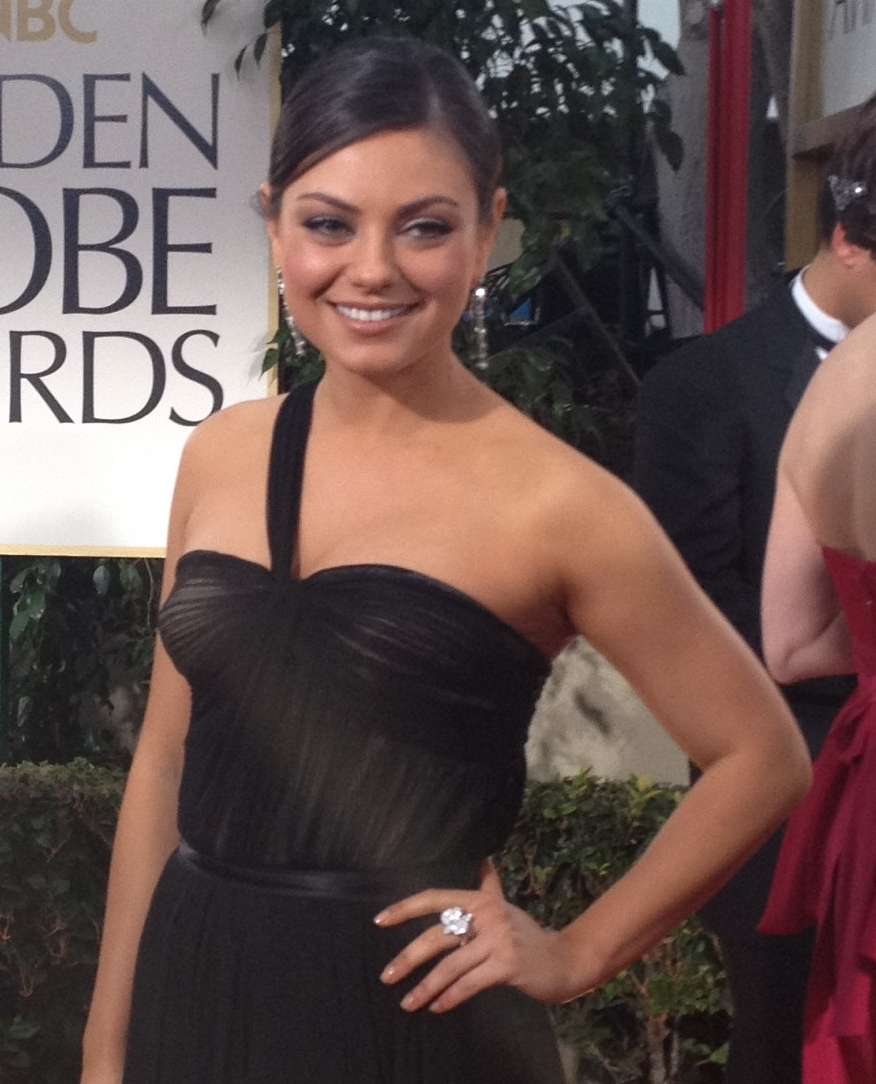
Mila Kunis na Złote Globy 2012

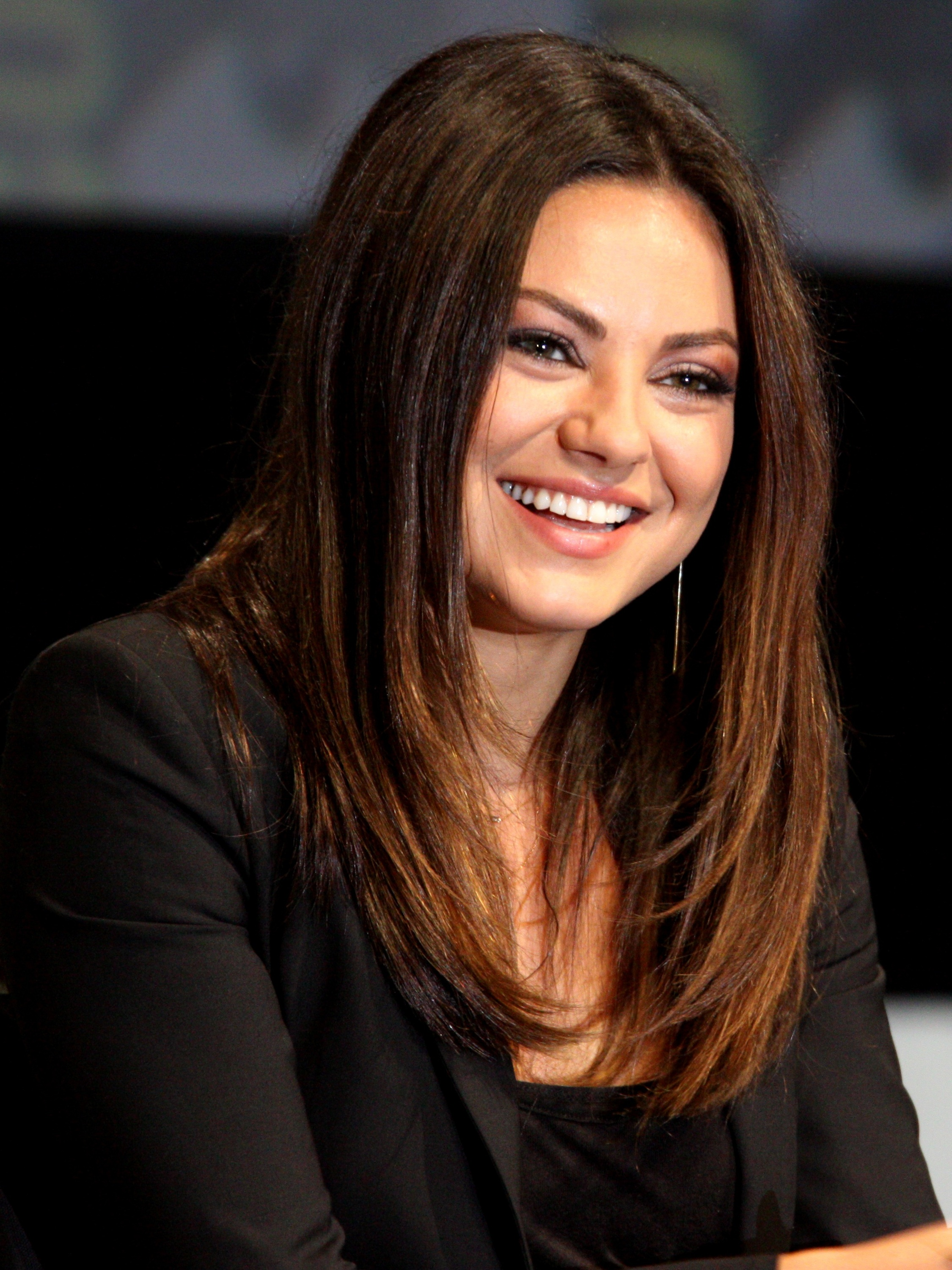
San Diego Comic-Con International 2012

Mila Kunis, właśc. Milena Kunis (ukr. Мілена Марківна Куніс, Miłena Markiwna Kunis; ur. 14 sierpnia 1983 w Czerniowcach) – amerykańska aktorka filmowa i telewizyjna pochodzenia ukraińsko-żydowskiego. Znana z roli Jackie w serialu Różowe lata siedemdziesiąte oraz filmów m.in. Czarny łabędź, To tylko seks, Złe mamuśki.

## Życiorys

### Dzieciństwo
Kunis urodziła się w Czerniowcach na terenie ówczesnej Ukraińskiej SRR w Związku Radzieckim, w żydowskiej rodzinie inżyniera Marka Kunisa i nauczycielki fizyki Elwiry. W 1991 roku, u schyłku istnienia Związku Radzieckiego, rodzina 8-letniej Mili wyemigrowała do Los Angeles w Kalifornii. W dzieciństwie zdiagnozowano u niej nadpobudliwość psychoruchową (ADHD), z tego powodu od tego czasu regularnie przyjmuje Ritalin. Ma starszego brata Michaela.
Języka angielskiego nauczyła się oglądając program The Price is Right (gospodarz Bob Barker mówił wystarczająco powoli, aby mogła go zrozumieć). W Los Angeles uczęszczała do szkoły Hubert Howe Bancroft i brała udział w pozalekcyjnych zajęciach z aktorstwa. Była obsadzana w drobnych rolach w przedstawieniach dla dzieci oraz w reklamach telewizyjnych. W 1994 pojawiła się też w jednym z odcinków serialu Dni naszego życia.

### Kariera
Sławę przyniosła jej rola w serialu Różowe lata siedemdziesiąte. W 1998 roku, podczas przesłuchań, wszystkie osoby biorące w nich udział musiały mieć przynajmniej osiemnaście lat. Czternastoletnia wtedy Kunis powiedziała, że będzie miała osiemnaście lat w dniu swoich osiemnastych urodzin, nie podała jednak żadnych szczegółów. Chociaż wyprowadziła w pole reżyserów, uznano, że to ona najlepiej pasuje do charakteru postaci, którą miała grać. Kunis wiele razy powtarzała, że jest porządną, uroczą dziewczyną, całkiem inną niż Jackie, którą gra w serialu. W 1997 roku, przed rozpoczęciem zdjęć do Różowych lat, zagrała drobną rolę w filmie Kochanie, zmniejszyliśmy siebie, wcielając się w przyjaciółkę córki głównego bohatera.
W 2010 roku zagrała Lily, jedną z głównych postaci (obok Natalie Portman) w amerykańskim thrillerze psychologicznym w reżyserii Darrena Aronofsky’ego Czarny łabędź. Aktorka schudła dla tej roli ponad 10 kilogramów i przez rok trenowała balet, by lepiej wczuć się w rolę baletnicy.
W 2011 roku zagrała główną rolę jako Jamie w filmie To tylko seks (ang. Friends with Benefits) – amerykańskiej komedii romantycznej w reżyserii Willa Glucka.
Przez krótki czas kształciła się na UCLA i Loyola Marymount University.

## Życie prywatne
Na początku lipca 2015 roku w Oak Glen poślubiła aktora Ashtona Kutchera, którego poznała na planie serialu Różowe lata siedemdziesiąte. Para zaczęła się spotykać w kwietniu 2012 roku, a swój związek oficjalnie potwierdzili w 2013 roku. W lutym 2014 roku zaręczyli się, a jesienią tego samego roku na świat przyszła ich córka Wyatt Isabelle. W listopadzie 2016 roku urodził się ich syn Dimitri Portwood.
4 marca 2022 r. Mila i Ashton Kutcher nagrali wideo wzywające do wspierania Ukrainy i Ukraińców. Para powiedziała, że otworzy zbiórkę pieniędzy na pomoc humanitarną dla Ukraińców dotkniętych rosyjską inwazją. Sami przekazali 3 miliony dolarów.

## Filmografia

### Filmy
- 1996: Muskularny Święty Mikołaj (Santa with Muscles) jako Sarah
- 1997: Kochanie, zmniejszyliśmy siebie jako Jill
- 1998: Odkrycie profesora Krippendorfa (Krippendorf’s Tribe) jako Abbey Tournquist
- 1998: Gia jako jedenastoletnia Gia
- 2001: Sztuka rozstania (Get Over It) jako Basin
- 2002: American Psycho II (American Psycho II: All American Girl) jako Rachael Newman
- 2004: Tony n' Tina's Wedding jako Tina
- 2007: Gdy zgaśnie namiętność (After Sex) jako Nikki
- 2007: Boot Camp jako Sophie
- 2007: Przeprowadzka McAllistera (Moving McAllister) jako Michelle McAllister
- 2008: Chłopaki też płaczą (Forgetting Sarah Marshall) jako Rachel Jansen
- 2008: Max Payne jako Mona Sax
- 2009: Ekstrakt (Extract) jako Cindy
- 2010: Księga ocalenia (The Book of Eli) jako Solara
- 2010: Nocna randka (Date Night) jako Whippit
- 2010: Czarny łabędź (Black Swan) jako Lily
- 2011: To tylko seks (Friends with Benefits) jako Jamie
- 2012: Ted jako Lori Collins
- 2012: Smoła jako Catherine
- 2013: Oz: Wielki i potężny (Oz: The Great and Powerful) jako Theodora
- 2013: Więzy krwi (Blood Ties) jako Natalie
- 2013: Miasta miłości jako Julia
- 2014: Choleryk z Brooklynu (The Angriest Man in Brooklyn) jako Sharon Gill
- 2015: Jupiter: Intronizacja (Jupiter Ascending) jako Jupiter Jones
- 2016: Złe mamuśki (Bad Moms) jako Amy Mitchell
- 2017: Złe mamuśki 2: Jak przetrwać święta (A Bad Moms Christmas) jako Amy Mitchell
- 2018: Szpieg, który mnie rzucił jako Audrey Stockman
- 2020: Four Good Days jako Molly
- 2020: Skandal w hrabstwie Yuba jako Nancy
- 2022: Najszczęśliwsza dziewczyna na świecie jako Ani Fanelli

### Seriale
- 1994: Dni naszego życia jako młoda Hope Williams
- 1994: Słoneczny patrol jako Annie (odc. Aftershock)
- 1995: Słoneczny patrol jako Bonnie (odc. Hot Stuff)
- 1995: The John Larroquette Show jako Lucy Sanchez (odc. The Defiant One)
- 1995: Piranha jako Susie Grogan
- 1995: Hudson Street jako Devon (odc. Here’s Just Looking at You, Kid)
- 1996: Unhappily Ever After jako Chloe (odc. In the Stars)
- 1996–1997: Belfer z klasą jako Anna-Maria Del Bono
- 1996–1997: Siódme niebo jako Ashley
- 1997: Strażnik Teksasu jako Pepper (odc. Last Hope)
- 1998: Gia jako młoda Gia Carangi
- 1998–2006: Różowe lata siedemdziesiąte jako Jackie Burkhart
- 2000–2002: Luzik Guzik jako Taylor Vaughn
- 2002: Mad TV jako Daisy (odc. 8.7)
- 2004: Uziemieni jako Lana
- 2005: Punk’d jako ona sama
- 2010: The Late Late Show with Craig Ferguson jako Snooki Polizzi
- 2011: Ulica Sezamkowa jako ona sama
- 2014: Dwóch i pół jako Vivian (odc. Lan Mao Shi Zai Wuding Shang)
- 2020: Pohamuj entuzjazm jako ona sama

### Role głosowe
- od 1999: Family Guy jako Meg Griffin
- 2005–2011: Robot Chicken (różne głosy)
- 2006: Saints Row jako Tania (gra komputerowa)
- 2015: Hell and Black jako Deema
- 2019: Kraina cudów jako Greta
- 2021–2022: Stoner Cats jako Fefe

### Wideoklipy
- Jaded zespołu Aerosmith
- The End Has No End zespołu The Strokes